# Kitab-i-Iqan
Kitāb-i-Iqan eller Iqan (arabiska för "visshetens bok") är en viktig bok inom bahá'í. Den skrevs av Bahá'u'lláh någon gång under åren 1861-1862, i slutet av hans vistelse i Bagdad. Det skedde som ett svar till en av Bábs morbröder.
I boken beskriver han sin teologi, och tar upp temat Guds enhet; hans budbärare blir sedda som "speglar" igenom vilka människan kan förstå Gud, och den essentiella enheten i deras läror. Det centrala budskapet är att bahá'í är monoteistisk, att det finns bara en Gud. Religionen är en enhet (men med många gudomliga budbärare och profeter), och att mänskligheten också är en enhet. Han beskriver hur profeterna genom tiderna mött opposition och förnäktelse genom blindhet och girighet hos ett fanatisk ledarskap och presenterar de kvaliteter den sanna sökaren måste ha. Bahá'u'lláh presenterar vad han uppfattar som bevis på den gudomliga karaktären i Bábs uppenbarelse.
Boken trycktes första gången i Bombay 1881. Den blev översatt till svenska runt år 1930, men kom i ny reviderad utgåva år 2002.